# Achille Schmitz
Pour les articles homonymes, voir Schmitz.
Achille-Dominique Schmitz, né le 17 novembre 1813 dans l'ancien 5e arrondissement de Paris et mort le 6 octobre 1854 à Sébastopol, est un officier français du génie.

## Biographie
Né le 17 novembre 1813 au no 16 de la rue Pavée-Saint-Sauveur, Achille Dominique Schmitz est l’aîné des quatre fils de Nicolas Schmitz, général de brigade de la Grande Armée, et de Marie Adélaïde Luce Rigaudeau-Jublin.

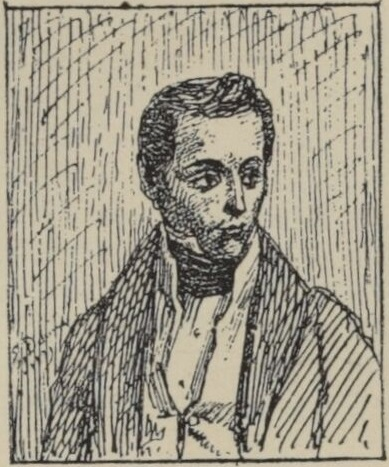
Dessin d'Alfred Robaut d'après le portrait de Schmitz par Delacroix (1829).

Élève de la pension Goubaux (ancêtre du lycée Chaptal), Achille Schmitz remporte le second prix de version latine au concours général de 1829. À ce titre, son portrait (aujourd'hui non localisé) est peint la même année par Delacroix à la demande du directeur de l'institution, Prosper Goubaux. Quatre ans plus tard, en 1833, le jeune homme, alors élève au collège de Bourbon, est lauréat du second prix de mathématiques spéciales.
Sorti de l'École polytechnique en 1835, il est admis à l'École d'application du génie à Metz, dont il sort en 1837 avec le grade de lieutenant.
Aussitôt envoyé en Algérie, il y est promu capitaine le 22 janvier 1841. Le 26 avril 1846, il est nommé chevalier de la Légion d'honneur.
Capitaine d'état major du génie, Achille Schmitz prend part à la guerre de Crimée à partir du mois de mars 1854 sous les ordres du général Bizot. Le 6 octobre, alors qu'il accomplit une mission de reconnaissance près de la « maison du clocheton » dans le cadre des préparatifs du siège de Sébastopol, il a la cuisse emportée par un boulet et meurt de ses blessures quelques heures plus tard. Il est le premier officier français tué devant Sébastopol.